# Arosa Sociedad Cultural
El Arosa Sociedad Cultural es un equipo de fútbol español de la ciudad de Villagarcía de Arosa, en la provincia de Pontevedra. Fundado en 1945, juega actualmente en Tercera Federación. Cuenta con cerca de  2.000 socios.
Ha disputado una temporada en Segunda División, la 1949-50, y es el equipo gallego con más participaciones en Tercera División.

## Historia
Desde 1905 existieron en Villagarcía de Arosa varios equipos de fútbol, algunos de ellos federados, como el Real Alfonso XIII o el Villagarcía. En 1940 unos chicos de la villa formaron el Arosa Sporting Club, llamado Club Arosa desde 1941. 
Años más tarde nace el actual club. El 27 de enero de 1946 se inaugura oficialmente el campo, vallado, en un choque Arosa-Santiago (1-1). El primer partido oficial se disputó en el Estadio de A Lomba el 3 de noviembre de 1946 entre el Arosa y la Sociedad Cultural de Pontevedra (3-1).
En menos de tres años, el Arosa consigue pasar de Preferente a Segunda División. Consiguió el ascenso el 17 de abril de 1949 tras ganar (0-2) en Riazor al Club Deportivo Juvenil. Militó una temporada en la categoría de plata.
Hubo de ser el 25 de mayo de 1975 cuando el Arosa SC que llevaba años militando en las categorías regionales, consigue un brillante ascenso a la Tercera División (categoría de bronce en aquel momento) en un inolvidable partido en Cangas contra el Alondras CF
En la temporada 1980-81 juega su primera promoción de ascenso a Segunda B supera la primera eliminatoria ante el CD Realejos y cae derrotado en la eliminatoria final ante el CF Reus Deportiu.
Dos años más tarde en la temporada 1982-83, en Olot, el 18 de junio de 1983, consigue el ascenso a la categoría de bronce, formada en aquel momento por dos grupos, tras vencer en la primera eliminatoria al CD Mestalla y superar al UE Olot en la definitiva.
Será una trayectoria de tres temporadas consecutivas en la categoría de bronce en donde en Copa del Rey se enfrenta a equipos de Primera División como el Club Atlético Osasuna
Posteriormente en la 1986-87 se produce un nuevo ascenso a Segunda "B" en virtud de una reestructuración en la que se forman cuatro grupos en la categoría. Es en la 1988-89 cuando disputa una inolvidable eliminatoria de Copa con la Real Sociedad del mítico Arconada en diciseisavos de final.
En el curso 1992-93 después de proclamarse campeón de Tercera por primera vez en su historia, asciende tras resultar campeón de la liguilla de ascenso al superar a sus rivales Moscardó, el Club Deportivo Lealtad y el Club Deportivo Ribert. Desciende a Tercera en 1994, y a partir de ahí comienza una serie de temporadas en Tercera y Preferente.
Después de sobreponerse a una importante crisis económica en los primeros compases de nuevo siglo, es en la temporada 2019-20 cuando vuelve a disputar el playoff de ascenso a 2ªB después de terminar prematuramente la competición de Tercera División marcada por la pandemia de la covid-19. Perdería la Semifinal con el Ourense CF por 2-1 en un partido celebrado en el Estadio de Balaídos. Ello fue el preámbulo de un nuevo ascenso de categoría en siguiente ejercicio.
Coincidiendo con la celebración del 75 Aniversario en la Temporada 2020-21 de la fundación del club el Arosa SC cuando logra el histórico y merecido ascenso que supone un nuevo retorno al fútbol profesional, al imponerse en la final al UD Somozas por 2 goles a 0.
Con ello logra el derecho a participar en la recién creada Segunda División RFEF.
En la temporada 2023-24 el Arosa vuelve a jugar la Copa del Rey treinta años después de su última participación. El 2 de noviembre de 2023 el Arosa se enflrenta al Granada CF en el Estadio Municipal de A Lomba. Tras perder 0-3, el Arosa acaba logrando su clasificación para la siguiente ronda tras fructificar una denuncia de alineación indebida del portero del Granada CF, Adrián López.
En segunda ronda el Arosa se enfrenta al Valencia CF. El 5 de diciembre el equipo Che se impone por 0-1 al conjunto arlequinado, con gol de Yaremchuk. 

## Estadio
El equipo juega sus partidos como local en el Estadio de A Lomba, con capacidad para 5.000 espectadores.

## Datos del club
- Temporadas en 1.ª: 0
- Temporadas en 2.ª: 1
- Temporadas en 2.ªB: 7
- Temporadas en 3.ª: 54
- Mejor puesto en la liga: 16.º (Segunda División, temporada 1949/50)
- Participaciones en la Copa del Rey: 14

### Historial en liga
| Temporada | Nivel | Categoría | Puesto |
| --------- | ----- | --------- | ------ |
| 1945/46   | 4     | Regional  | —      |
| 1946/47   | 4     | Serie A   | 1º     |
| 1947/48   | 3     | 3.ª       | 4º     |
| 1948/49   | 3     | 3.ª       | 2º     |
| 1949/50   | 2     | 2.ª       | 16º    |
| 1950/51   | 3     | 3.ª       | 11º    |
| 1951/52   | 3     | 3.ª       | 4º     |
| 1952/53   | 3     | 3.ª       | 6º     |
| 1953/54   | 3     | 3.ª       | 14º    |
| 1954/55   | 3     | 3.ª       | 9º     |
| 1955/56   | 4     | Serie A   | 3º     |
| 1956/57   | 3     | 3.ª       | 4º     |
| 1957/58   | 3     | 3.ª       | 12º    |
| 1958/59   | 3     | 3.ª       | 10º    |
| 1959/60   | 3     | 3.ª       | 6º     |
| 1960/61   | 3     | 3.ª       | 9º     |
| 1961/62   | 3     | 3.ª       | 3º     |
| 1962/63   | 3     | 3.ª       | 6º     |
| 1963/64   | 3     | 3.ª       | 11º    |
| 1964/65   | 3     | 3.ª       | 8º     |
| 1965/66   | 3     | 3.ª       | 7º     |
| 1966/67   | 3     | 3.ª       | 6º     |
| 1967/68   | 3     | 3.ª       | 10º    |
| 1968/69   | 3     | 3.ª       | 20º    |
| 1969-70   | 4     | Serie A   | 3º     |
| 1970-71   | 4     | Serie A   | 11º    |

| Temporada | Nivel | Categoría | Puesto |
| --------- | ----- | --------- | ------ |
| 1971-72   | 4     | Serie A   | 5º     |
| 1972-73   | 4     | Serie A   | 2º     |
| 1973-74   | 4     | Serie A   | 4º     |
| 1974-75   | 4     | Serie A   | 1º     |
| 1975/76   | 3     | 3.ª       | 13º    |
| 1976/77   | 3     | 3.ª       | 18º    |
| 1977/78   | 4     | 3.ª       | 11º    |
| 1978/79   | 4     | 3.ª       | 13º    |
| 1979/80   | 4     | 3.ª       | 8º     |
| 1980/81   | 4     | 3.ª       | 2º     |
| 1981/82   | 4     | 3.ª       | 4º     |
| 1982/83   | 4     | 3.ª       | 2º     |
| 1983/84   | 3     | 2ªB       | 15º    |
| 1984/85   | 3     | 2ªB       | 14º    |
| 1985/86   | 3     | 2ªB       | 17º    |
| 1986/87   | 4     | 3.ª       | 5º     |
| 1977/78   | 3     | 2ªB       | 15º    |
| 1988/89   | 3     | 2ªB       | 9º     |
| 1989/90   | 3     | 2ªB       | 20º    |
| 1990/91   | 4     | 3.ª       | 11º    |
| 1991/92   | 4     | 3.ª       | 9º     |
| 1992/93   | 4     | 3.ª       | 1º     |
| 1993/94   | 3     | 2ªB       | 16º    |
| 1994/95   | 4     | 3.ª       | 6º     |
| 1995/96   | 4     | 3.ª       | 16º    |
| 1996/97   | 4     | 3.ª       | 14º    |

| Temporada | Nivel | Categoría  | Puesto |
| --------- | ----- | ---------- | ------ |
| 1997/98   | 4     | 3.ª        | 6º     |
| 1998/99   | 4     | 3.ª        | 10º    |
| 1999/00   | 4     | 3.ª        | 18º    |
| 2000/01   | 5     | Preferente | 1⁰     |
| 2001/02   | 4     | 3.ª        | 16º    |
| 2002/03   | 4     | 3.ª        | 11º    |
| 2003/04   | 4     | 3.ª        | 16º    |
| 2004/05   | 4     | 3.ª        | 15º    |
| 2005/06   | 4     | 3.ª        | 7º     |
| 2006/07   | 4     | 3.ª        | 16º    |
| 2007/08   | 4     | 3.ª        | 11º    |
| 2008/09   | 4     | 3.ª        | 19º    |
| 2009/10   | 5     | Preferente | 4º     |
| 2010/11   | 5     | Preferente | 12º    |
| 2011/12   | 5     | Preferente | 6º     |
| 2012/13   | 5     | Preferente | 3º     |
| 2013/14   | 4     | 3.ª        | 7º     |
| 2014/15   | 4     | 3.ª        | 11º    |
| 2015/16   | 4     | 3.ª        | 9º     |
| 2016/17   | 4     | 3.ª        | 6º     |
| 2017/18   | 4     | 3.ª        | 5º     |
| 2018/19   | 4     | 3.ª        | 9⁰     |
| 2019/20   | 4     | 3.ª        | 3º     |
| 2020/21   | 4     | 3.ª        | 3°     |
| 2021/22   | 4     | 2ªRFEF     | 17°    |
| 2022/23   | 5     | 3ªRFEF     | 2º     |

| Temporada | Nivel | Categoría | Puesto |
| --------- | ----- | --------- | ------ |
| 2023-24   | 5     | 3ªRFEF    |        |

-Campeón de Liga

-Ascenso
-Descenso

## Palmarés
- Tercera División (1): 1992/93
- Subcampeón de Tercera División (3): 1948/49, 1980/81, 1982/83
- Copa Real Federación Española de Fútbol (fase autonómica de Galicia) (1): 2016/17
- Copa Galicia (1): 1952/53

### Trofeos amistosos
- Trofeo San Roque (Villagarcía de Arosa): (17) 1963, 1964, 1970, 1980, 1982, 1987, 1988, 1989, 1995, 1996, 2001, 2012, 2013 (faltan 4 títulos por contabilizar)

## Jugadores
| Más partidos disputados    | Máximos goleadores        |
| -------------------------- | ------------------------- |
| Lezcano 518 partidos       | Javier G.Barrio 111 goles |
| Sesito Millán 383 partidos | Adrián Camiño 104 goles   |
| Ramoní 306 partidos        | Lezcano 80 goles          |
| Gabriel G. 278 partidos    | Ventura 75 goles          |
| Fernando F. 272 partidos   | Sarío Alcalde 61 goles    |

## Jugadores más destacados de la cantera del Arosa
- Búa
- Claudio
- Jiménez
- Luis César
- Maikel
- Pablo Coira
- Sergio Álvarez
- Mari Paz Vilas